# فلبوم
فَلبُوم أو (نقحرة: فالبوم) هي أبرشية البرتغالية من ضمن أبرشيات بلدية جوندومار. يبلغ عدد سكانها 14407 نسمة وذلك حسب إحصائيات سنة 2011. في عام 2013 اندمجت في أبرشية جديدة. تطل على نهر دويرة.